# João de Sá Panasco
João de Sá (fl. 1524–1567), conocido como Panasco, fue un cortesano afrodescendiente en la corte del rey Juan III de Portugal. Originalmente esclavo y bufón de la corte, ascendió a la prestigiosa posición de caballero de la Orden de Santiago, convirtiéndose en una figura destacada en el Renacimiento portugués. Su apodo, "Panasco", reflejaba un juicio hacia su apariencia o modales, pero su agudeza e ingenio le otorgaron un lugar único en la historia.

## Biografía

### Orígenes y llegada a Portugal
Se cree que João de Sá llegó a Portugal como esclavo africano, aunque no existen registros detallados de su lugar de origen o las circunstancias exactas de su llegada. Su inteligencia y carisma lo llevaron a ser incluido en la corte como bufón, donde inicialmente entretenía al rey Juan III y a la reina Catalina.</ref> Even though he enjoyed the King's protection, João de Sá was caught up in a game of intrigues. Other courtiers would frequently bring up his "inferior condition", referring both to his physical height and to his initial condition as a slave.

### Bufón y confidente de la corte
En su papel de bufón, João de Sá destacaba por su ingenio, burlándose de la nobleza con impunidad. Su posición como alguien de fuera y dentro de la jerarquía cortesana lo convirtió en un confidente valioso del monarca, informándole sobre las intrigas que sucedían entre los nobles. A pesar de su cercanía con el rey, enfrentó constantes comentarios sobre su "condición inferior", tanto por su origen como por su baja estatura, lo que reflejaba las tensiones raciales y sociales de la época.

## Servicio militar en Túnez
En 1535, João de Sá acompañó al infante Luis, hermano del rey, en la campaña militar liderada por el emperador Carlos V para reconquistar Túnez, entonces bajo dominio otomano. La victoria en esta empresa fue un momento decisivo en su vida. Por su participación, el rey Juan III le otorgó un reconocimiento excepcional al admitirlo como caballero de la prestigiosa Orden de Santiago, un honor poco común para personas de su origen.

## Legado
João de Sá es una figura que ejemplifica la fluidez social que, aunque rara, existía en el Portugal renacentista. Su ascenso desde la esclavitud a una posición de honor en la corte ilustra cómo el mérito personal podía, en ocasiones, superar las barreras de raza y estatus social.
Una pintura llamada la Fuente del Rey en Lisboa, realizada entre 1570 y 1580, lo representa como un caballero negro, tradicionalmente identificado como João de Sá. Este retrato es uno de los pocos testimonios visuales de su vida y legado, y simboliza su posición única en la historia portuguesa.